# Jean-Paul Delahaye

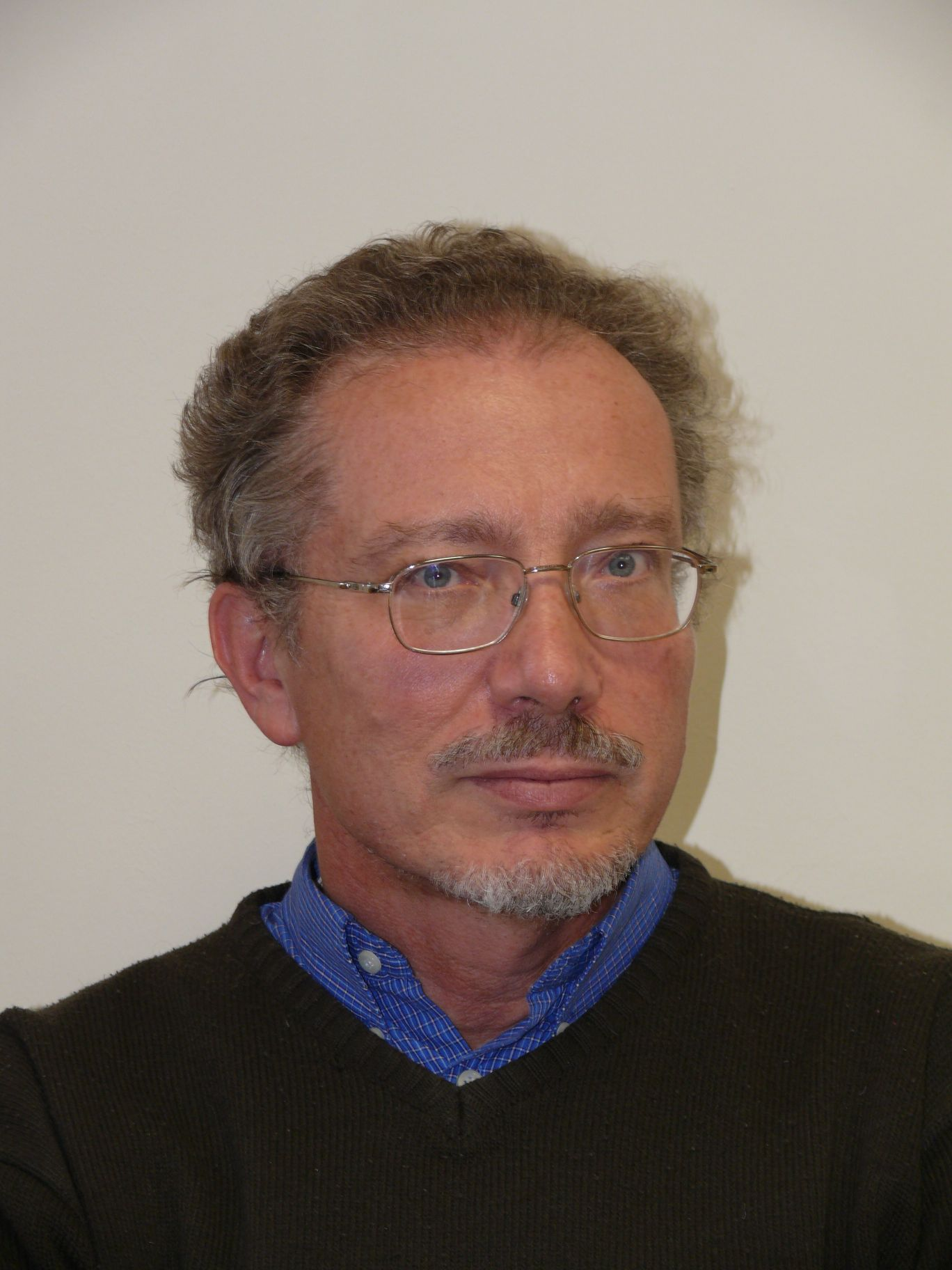
Jean-Paul Delahaye (2008)

Jean-Paul Delahaye (* 29. Juni 1952 in Saint-Mandé, Département Seine) ist ein französischer Informatiker und Mathematiker.
Delahaye studierte an der Universität Paris-Süd in Orsay mit dem Abschluss der Agrégation im Jahre 1976. Danach wurde er an der Universität Lille I promoviert (Doctorat de troisième cycle 1979, Doctorat d’État 1982). Seit 1983 forscht er am Labor für Informatik in Lille und seit 1988 ist er Professor für Informatik an der Universität Lille I. 
Er befasst sich mit Komplexitätstheorie (speziell Kolmogorov-Komplexität und algorithmische Informationstheorie), algorithmischer Spieltheorie (unter anderem dem Gefangenen-Dilemma) und dem Konzept des Zufalls (zum Beispiel Benfordsches Gesetz). Früher befasste er sich auch mit Transformation von Folgen und Logikprogrammierung für Künstliche Intelligenz.
Seit 1991 unterhält er eine regelmäßige Kolumne in der populärwissenschaftlichen Zeitschrift Pour la Science (Rubrik Logique et calcul). Er verfasste zahlreiche populärwissenschaftliche Bücher zur Mathematik und Informatik.

## Schriften
- Dessins géométriques et artistiques avec votre micro-ordinateur, Eyrolles 1985
- Nouveaux dessins géométriques et artistiques avec votre micro-ordinateur, Eyrolles 1985
- Outils logiques pour l’intelligence artificielle, Eyrolles 1988
  - englische Übersetzung: Formal Methods in Artificial Intelligence, North-Oxford Academic 1987
- Systèmes experts: organisation et programmation des bases de connaissance en calcul propositionnel, Eyrolles 1987
- Cours de Prolog avec Turbo Prolog, Eyrolles 1988
- Sequence Transformations, Springer Series in Computational Mathematics, 1988 (aus seiner Dissertation entstanden)
- Logique, informatique et paradoxes, Pour la Science 1995
- Le fascinant nombre Pi, Belin 1997 (das Buch erhielt 1997 den Prix d’Alembert der Société mathématique de France und 1999 den Prix de la culture scientifique des französischen Kultusministeriums)
  - deutsche Übersetzung: Π – Die Story. Birkhäuser 1999, ISBN 3-7643-6056-9.
- Jeux mathématiques et mathématiques des jeux, Belin, Pour la Science 1998
- Information, complexité et hasard, Hermès 1994, 2. Auflage 1999
- Merveilleux nombres premiers, Pour la Science, Belin 2000
- L’Intelligence et le calcul: de Gödel aux ordinateurs quantiques, Belin 2002
- Les inattendus mathématiques. Art, casse-tête, paradoxes, superstitions, Belin, Pour la Science 2004
- Complexités: Aux limites des mathématiques et de l’informatique, Pour la Science 2006
- Au pays des paradoxes, Belin, Pour la Science 2008
- Complexité aléatoire et complexité organisée, Éditions Quæ, 2009
- Jeux finis et infinis, Seuil, 2010
- Mathématiques pour le plaisir: Un inventaire de curiosités, Belin, Pour la Science 2010
- Tout. Les rêves mathématiques d’une théorie ultime, Hermann 2011
- La logique, un aiguillon pour la pensée, Belin, Pour la Science 2012
- mit anderen: L’infini dans les sciences, l’art et la philosophie, L’Harmattan 2003